# 10250 Hellahaasse
10250 Hellahaasse là một tiểu hành tinh vành đai chính với chu kỳ quỹ đạo là 1304.2114037 ngày (3.57 năm).
Nó được phát hiện ngày 25 tháng 3 năm 1971 và được đặt theo tên của Dutch writer Hella S. Haasse